# 国際著作権法学会
国際著作権法学会(こくさいちょさくけんほうがっかい、仏:Association Littéraire et Artistique Internationale、ALAI、(英:International Literary and Artistic Association))は、1878年パリで創設された著作権の法学会である。この団体は作家や芸術家の権利を守るために国際的な条約を作成することを目標としていた。この目標は、8年後の1886年9月9日にベルヌ条約の締結と言う形で達成することができた。この団体は、現在も存在しており、国際的な著作権法の動きに合わせて、法律の再編の提案を継続する主要な国際組織となっている。
団体の目的は著作権の法及び条約の研究、法整備、普及、修正、関連する活動への参加である。
現在、以下の国に国内支部が存在する。アメリカ、イギリス、フランス、ドイツ、イタリア、スペイン、オランダ、ノルウェー、ポルトガル、スウェーデン、スイス、オーストラリア、オーストリア、ベルギー、カナダ、デンマーク、フィンランド、ギリシャ、イスラエル、メキシコ、アイルランド、日本。
日本では、1997年に支部が発足し活動を行っている。